# Chiesa di Santa Cecilia de Pantaleis
La chiesa di Santa Cecilia de Pantaleis, anche nota come Santa Cecilia de Pantaleonibus o Santa Cecilia dei Pantaleoni, era una chiesa di Roma dedicata a santa Cecilia, una vergine martire. La chiesa si trovava nei pressi della piazza Costaguti, nel rione Sant'Angelo. 
Gli epiteti "de Pantaleis" e "de Pantaleonibus" potrebbero riferirsi alla famiglia dei Pantaleoni, della quale in effetti si hanno delle notizie nell'Urbe intorno al 1153, sotto la cui giurisdizione ricadeva il luogo di culto.
Non va confusa con altre due chiese esistite nello stesso rione e dedicate alla stessa santa: Santa Cecilia all'Arco Savello e Santa Cecilia della Fossa.

## Storia
La chiesa venne citata per la prima volta nel 1186, in una bolla promulgata dal pontefice Urbano III nella quale viene elencata tra le chiese sussidiarie della parrocchia di San Lorenzo in Damaso. Si trovava nei pressi del palazzo della famiglia Boccapaduli, secondo dei documenti ritrovati nell'archivio Capitolino. La chiesa venne sconsacrata nel 1560 e venne demolita poco dopo, in quanto si trovava nel territorio del Ghetto di Roma, istituito nel 1555 per volere del pontefice Paolo IV.